# 颜集镇 (亳州市)
颜集镇，是中华人民共和国安徽省亳州市谯城区下辖的一个乡镇级行政单位。

## 行政区划
颜集镇下辖以下地区：
黄营村、郭桥村、丁桥村、颜集村、李庄村、李沟村、赵庄村、段老家村、曹元村、草寺村和李集村。